# مستوى مداري

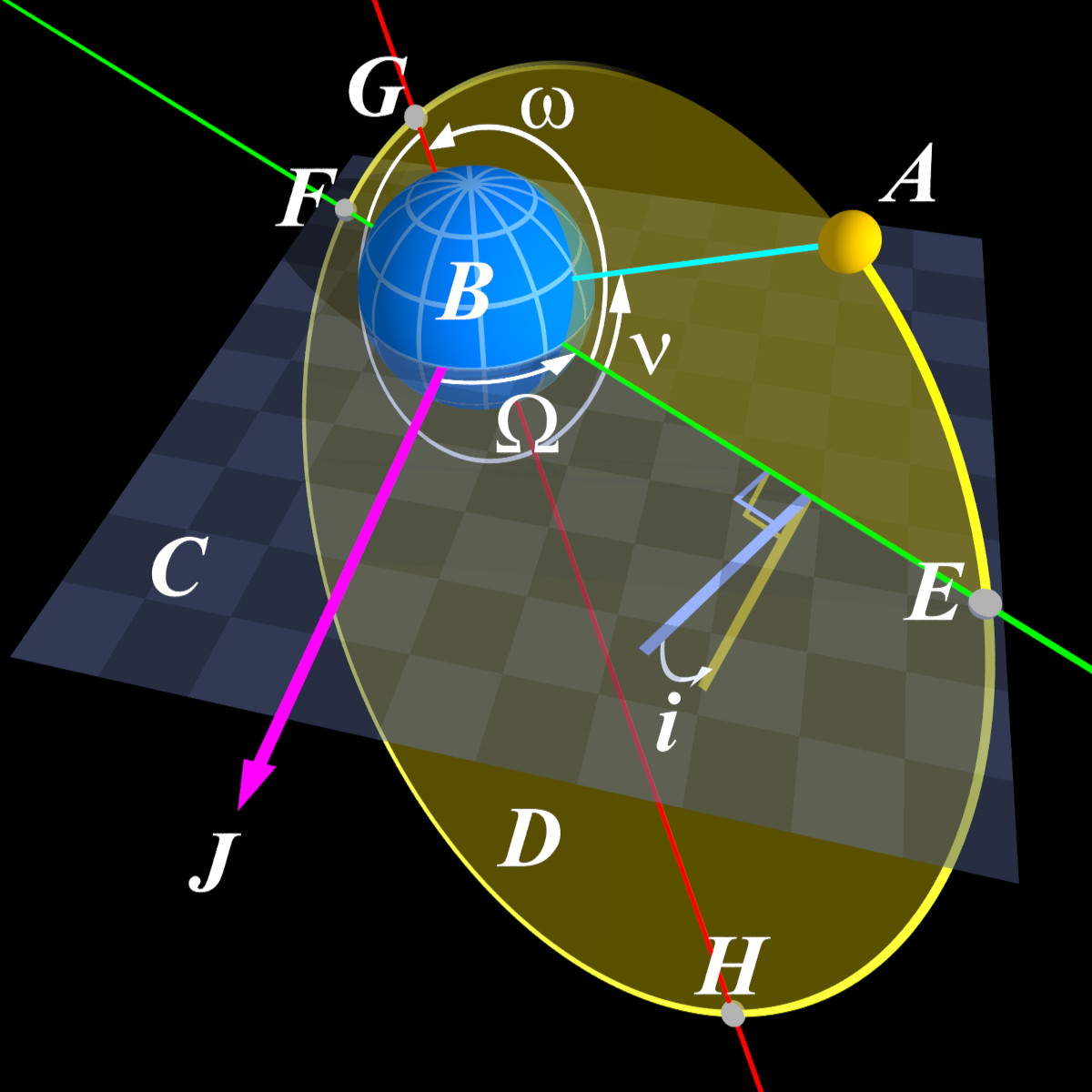

المستوى المداري مستوى وهمي في المجموعة الشمسية يتشكل من مدارات الأجرام السماوية المختلفة كالمذنبات والكواكب والكويكبات.حيث أنها تدور حول مركز واحد الشمس في مدار واحد تقريبا.يسمى هذا المستوي الذي يضم كافة المدارات بالمستوى المداري.ويكفي لتعريف وتحديد المستوى المداري 3 نقاط لا تقع على خط واحد.ولتكن النقطة الأولى هي مركز الشمس والثانية هي مركز الكوكب في ز0 ومركز الكوكب في ز1.وبهذا تكون زاوية ميلان أي جرم في المجموعة الشمسية هي الزاوية بين المستوي المداري وبين المستوى المداري للأرض.وبما أن المستوى المداري لكواكب المجموعة الشمسية تقريبا متطابق كما تقدم.فإن اختلاف زاوية الميلان بين كواكب المجموعة الشمسية لا يتجاوز ±2°.
لكن في حالة الأقمار التي تدور حول كواكبها فتؤخذ زاوية الميلان بين المستوى المداري للقمر التابع وبين خط استواء الكوكب.

## السواتل
بالنسبة لصواريخ النقل السواتل عموما يمكن تغيير المستوى المداري وفقا لكمية مادة الدفع والتحكم بخصائصه مثل الشذوذ المداري وفترة الدوران.فمثلا عندما يشرف أحد السواتل على انتهاء صلاحيتة فإن مركز التحكم يقوم بدفعه دفعة قوية كافية لنزعه من مداره (جعل قيمة الشذوذ المداري ≈ 1) والتخلص منه.كذلك يمكن التحكم في زاوية المستوى المداري للقمر الصناعي.يمكن وضع القمر الصناعي في مدار شمسي متزامن.وأيضا عند إطلاق صواريخ النقل يتم تحديد فسحة الإطلاق وهي تلك الفسحة الزمنية (تسمى أحيانا نافذة أطلاق) التي ينبغي إطلاق الصاروخ خلالها ، وذلك حين يتقاطع موقع الإطلاق مع المستوى المداري المستهدف.

## انظر
- ميكانيكا مدارية